# Morawski Potok
Morawski Potok (niem. Mãhrischen Graben) – krótki potok górski, lewy dopływ Białej Lądeckiej. 

## Opis
Morawski Potok bierze swój początek na wschodnich zboczach Białej Kopy w Górach Bialskich, na wysokości ok. 1010 m n.p.m. Płynie dość stromą i głęboką dolinką ku północnemu wschodowi i uchodzi do Białej Lądeckiej na wysokości ok. 770 m n.p.m., pomiędzy Czarnym Potokiem a Bielawką. W górnym biegu, tuż poniżej źródeł przecina Dukt nad Spławami. W połowie długości przyjmuje jeden, bezimienny, prawy dopływ.

## Budowa geologiczna
Potok płynie przez obszar zbudowany z łupków łyszczykowych i drobnoziarnistych, cienkowarstewkowych lub smużystych gnejsów gnejsów gierałtowskich – skał metamorficznych należących do metamorfiku Lądka i Śnieżnika.

## Ochrona przyrody
Potok płynie przez Śnieżnicki Park Krajobrazowy.

## Turystyka
Tuż powyżej ujścia do Białej Lądeckiej potok przecina szlak turystyczny:
- zielony – prowadzący z Bielic na Iwinkę i dalej na Halę pod Śnieżnikiem[2].

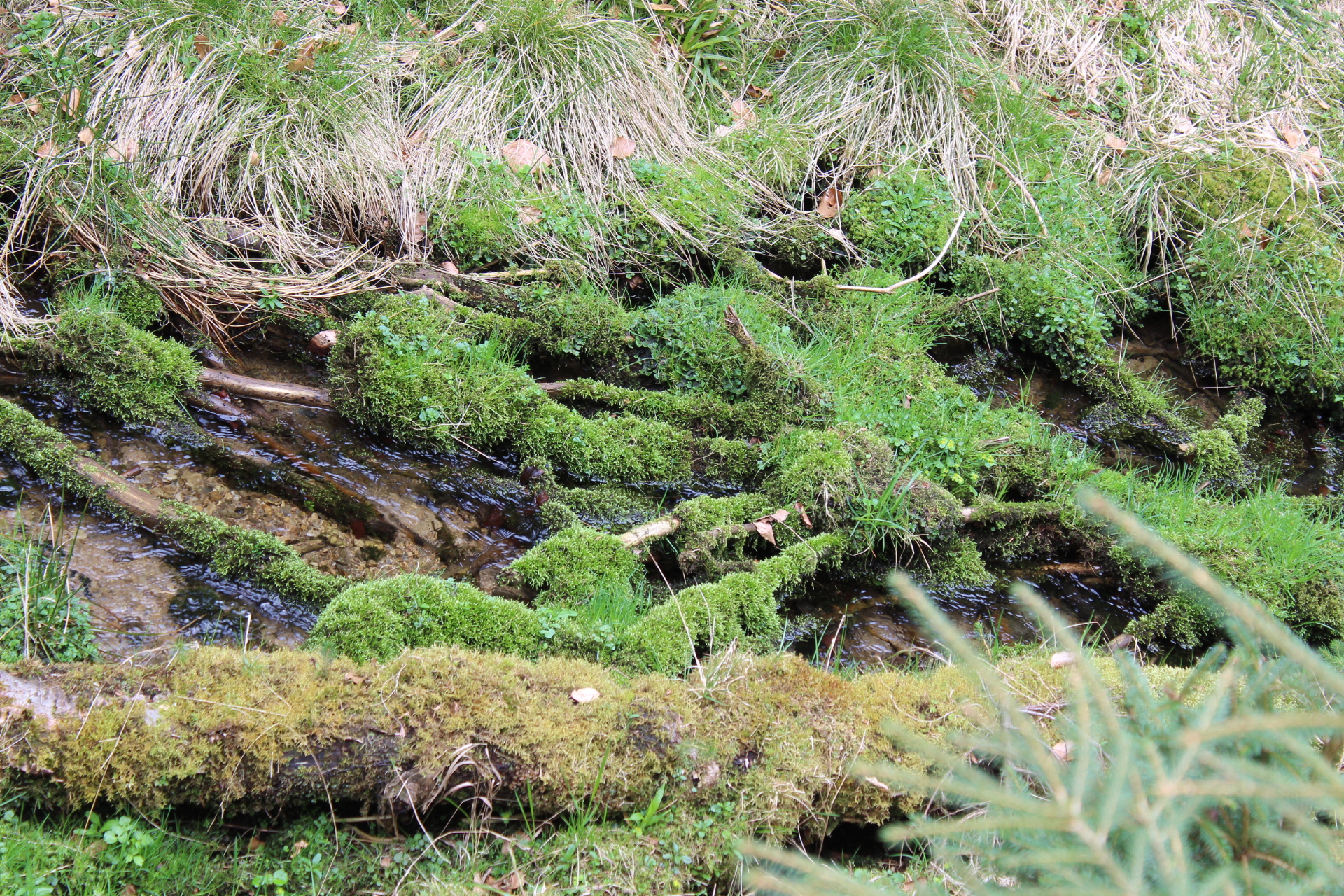